# Йоктанги
Йоктанги (англ. Yoctangee Park) ― общественный парк в городе Чилликоти, штат Огайо, США. С момента своего создания в 1875 году был официально известен как «Городской парк», и лишь где-то на протяжении 1890-х годов получил своё современное название благодаря Уильяму Х. Хантеру.
Йоктанги ― слово из языка индейцев, означающее «краска» (на коже тела или на одежде).

## История

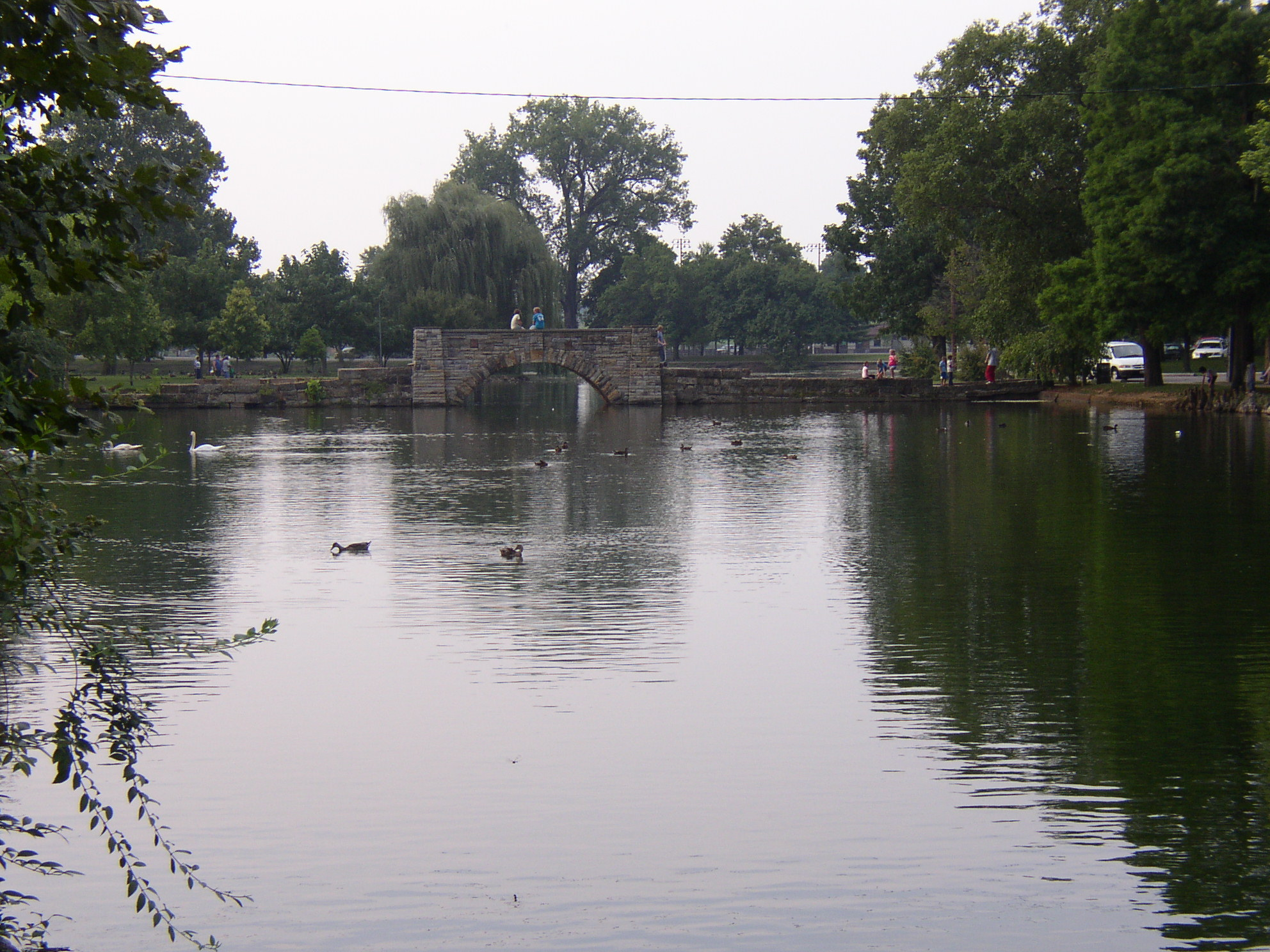
Каменный мост через озеро

Некогда территория парка был известна как «Старое русло» реки, или «Остров», поскольку старая железная дорога между городами Мариетта и Цинциннати (в настоящее время связывает Балтимор и Огайо) была возведена на насыпи, которая перенаправила воды реки Сайото, оставив болотистое русло реки с островом в центре. Из-за этого на протяжении двадцати лет жители Чилликоти часто страдали лихорадкой и малярией.
После окончания Гражданской войны газеты Чилликоти газеты регулярно получали письма от граждан и врачей, требовавших сделать что-либо с этим болотом. Так появился общественный запрос на приобретение этой местности муниципалитетом для целей её осушения и очистки.
Для сбора средств на покупку земли благородный Джон Х. Патнэм, член законодательного собрания штата Огайо из Чилликоти, инициировал принятие специального закона, согласно которому муниципалитет получал право взимать налог с населения на данную покупку.
Также оказалось, что яд испарений и вызываемая им лихорадка способствовали чрезвычайному росту уровня безработицы в городе.

## Достопримечательности
В здании насосного центра, которое было построено в 1882 году, ныне располагается музей.
Также в парке располагается здание бывшей оружейной Национальной гвардии. Здание было построено в начале XX века. На данный момент оно законсервировано, хотя имелись предложения открыть в нём военный музей или оранжерею, однако из-за отсутствия финансирования дело было отложено.
На Уотер-стрит ― улице, граничащей с Йоктанги, на всеобщее обозрение выставлены два старинных железнодорожных вагона, которые были восстановлены волонтёрами.
Парк также служит одной из площадок ежегодного Фестиваля устного рассказа юга Огайо.

## География
В парке Йоктанги находится большое озеро площадью 40 тыс. кв. м. Во время фестивалей по нему плавают на каноэ.
Также в парке есть свой плавательный бассейн, шесть теннисных кортов, баскетбольная и волейбольная площадки, а также другие места для активного отдыха.